# Toponimia de México
La toponimia en México procede de múltiples fuentes en sus idiomas originarios; por ejemplo, en el Altiplano Mexicano dominan topónimos de origen náhuatl, al este, en la península de Yucatán dominan los de origen maya, en ambos casos tanto de origen prehispánico como más tardíos, en segundo lugar quedan los topónimos de origen hispánico. Los otros idiomas originarios del país también aportan una gran abundancia de topónimos. Estos sobreviven gracias al uso que le dan los hablantes del idioma.

## El topónimoMéxico
El topónimo de México procede de México-Tenochtitlan, nombre náhuatl con el que los mexicas designaban a su capital, situada en lo que actualmente es la Ciudad de México. Su etimología, en cambio, es incierta. Antes de su independencia el país era llamado América Mexicana, y si bien se discutió la posibilidad de denominar Anáhuac al nuevo país, finalmente prevaleció la forma actual.
Los mexicas, según los relatos de los historiadores, fueron un pueblo con creencias religiosas, tradiciones y una gran cultura avanzada para la época, con un sistema político de tributos para someter a sus habitantes y un dominio que ocupó la mayor parte del centro y sur de la actual República Mexicana.
Cabe señalar que el término «aztecas» corresponde a la denominación de los habitantes de Aztlán, lugar del que emigraron en peregrinación para fundar en 1325 la capital de su futuro imperio México-Tenochtitlan; y se cambiaron el nombre a mexicas al ser “protegidos del dios Mexi (Huitzilopochtli)” para distinguirse de sus antiguos opresores, los señores de Aztlán, y denominaban a su lengua "mexicacopa", que significa literalmente “a la manera mexica”, como señala Sybille de Pury; mientras que en castellano la palabra mexica se transformó en mexicano cuando fray Andrés Molina en 1555 escribe el diccionario “castellano-mexicano” y fue el nombre con que se denominó la lengua, ya que el término náhuatl que significa “claramente” o "nahuatlatoa" hablar claramente, lo empleaban para diferenciar su lengua de la extranjera o hablada incorrectamente y fue en el siglo XX que se buscó definir o encasillar bajo ese término a la lengua clásica, hablada en la capital a la llegada de los españoles. Actualmente los hablantes nativos de la lengua, se refieren a ella como "macehuallatolli" que significa “lengua de la gente del campo”, mientras que se refieren al español como mexicano.
La toponimia de mexicano se remonta en el siglo XVI, cuando los españoles consideraban al habitante y la lengua de México-Tenochtitlan como mexicano, de igual manera los españoles peninsulares que habitaban la Nueva España usaron el gentilicio “Mexicano” para denominarse a sí mismos.

### Pronunciación
La Real Academia Española, a través de su Diccionario panhispánico de dudas, recomienda la grafía México; lo mismo es válido para el gentilicio, mexicano. Las pronunciaciones correctas en español son /me.hi.ko/ y /'me.xi.ko/.
Cuando los conquistadores españoles transcribieron el idioma de los mexicas lo hicieron siguiendo las reglas del idioma castellano de la época. La lengua náhuatl tiene un sonido /ʃ/ (como shop en inglés o cheval en francés) que fue representado en castellano con la letra x, tal como se hacía entonces (compárese: Ximénez). En el castellano del siglo XVII este sonido pasó a pronunciarse j, de modo que en la reforma ortográfica de 1815 los vocablos escritos con x pero pronunciados j pasaron a escribirse con j (por ejemplo, Don Quijote < Don Quixote). Aunque la pronunciación cambió, la grafía del nombre México conservó la equis por razones etimológicas e históricas, como tantos otros nombres de sitios y objetos provenientes de lenguas indígenas mesoamericanas.
Por otro lado, las palabras en náhuatl son graves, es decir, se acentúan en la penúltima sílaba. La tilde en el nombre México fue agregada debido a un cambio en la pronunciación por parte de los conquistadores, pues la pronunciación original del nombre era /me:'ʃiʔko/. En cualquier caso, la única pronunciación correcta en español es /'mehiko/ o /'mexiko/, nunca /'meksiko/.
Fray Servando Teresa de Mier, en su Carta de despedida a los mexicanos de 1821, explica brevemente el origen de la distorsión de la pronunciación de la "x":

Como quiera que sea, esta carta se reduce a suplicar por despedida a mis paisanos anahuacenses recusen la supresión de la x en los nombres mexicanos o aztecas que nos quedan de los lugares, y especialmente de México, porque sería acabar de estropearlos. Y es grande lástima, porque todos son significativos, y en su significado topográficos, estadísticos, o históricos.

Los primeros misioneros, para escribir la lengua nahuatl o sonora que llamamos mexicana, se acordaron, según Torquemada, con los indios más sabios creados en el Colegio de Santiago Tlatilolco, y como su pronunciación tiene dos letras hebreas, sade y scin sustituyeron en su escritura por aproximación a la primera tz y a la segunda x suave.
Pero como para suavizar ésta aún no estaba adoptado el acento circunflejo sobre la vocal siguiente, y los conquistadores eran en su mayoridad extremeños y andaluces, o árabes en su pronunciación, pronunciaron fuerte todas las x escritas por los misioneros, y llenaron de letras guturales los términos que adoptaron de la lengua mexicana, la cual no admite alguna.
Por eso pronunciaron los españoles México (Méjico), aunque los indios no pronuncian sino México (Mescico) con la letra hebrea scin.
Y es un dolor, mexicanos, que: italianos, franceses, ingleses y alemanes pronuncien mejor que nosotros el nombre de nuestra patria, pues nadie fuera de nosotros, pronuncia México con letra gutural.
En todo caso, paisanos míos, sigamos a escribírlo con x, o para llegar con el tiempo, si la nueva ortografía predomina, a pronunciar como se debe éste y los demás términos mexicanos, o para no echar en olvido enteramente una de nuestras mayores glorias.

Si, México con x suave como lo pronuncian los indios significa: donde está o es adorado Cristo, y mexicanos es lo mismo que cristianos.
Fray Servando Teresa de Mier, Carta de despedida a los mexicanos (1821).

### La grafíaMéjico

Mapa de los Estados Unidos de Méjico (Nueva York, 1847) en el que se aprecia el uso de la jota para la escritura de Méjico, Tejas y Oajaca

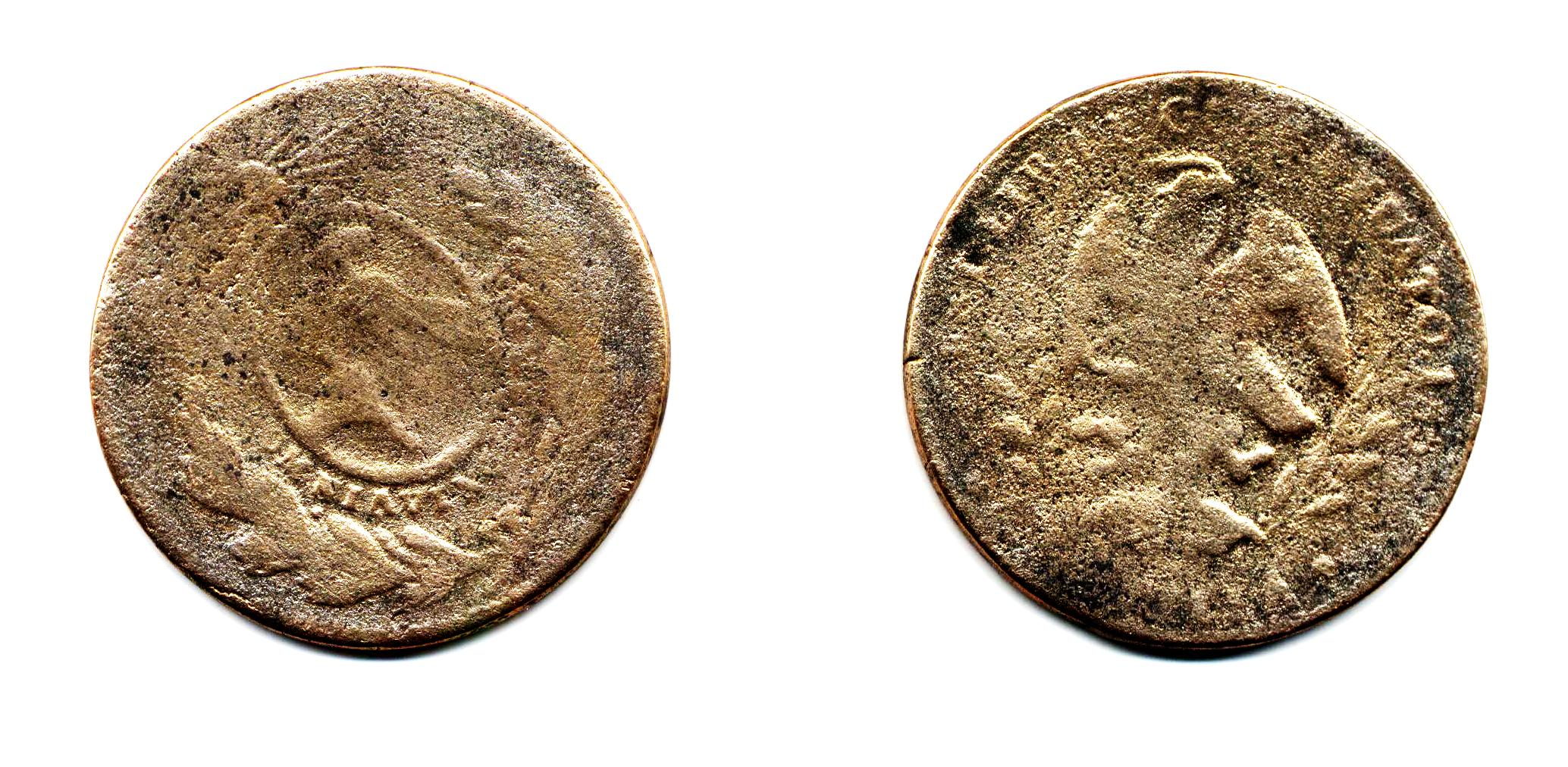
Moneda mexicana de 1856 de Guanajuato con la leyenda "EST. LIB. DE GUANAXUATO" en el reverso.

Algunos autores (especialmente en España y Argentina) escriben el nombre del país o la capital como Méjico. Aunque tanto la forma con j como la forma con x son consideradas correctas por la Real Academia Española, esta institución recomienda el uso de la forma con x tanto en el nombre del país como en sus derivados, por ser la usual en el país referido y en la mayor parte del mundo de habla hispana. En México se utilizó la grafía Méjico al mismo tiempo que México durante una parte del siglo XIX, aunque finalmente la grafía con jota cayó en desuso. Lo mismo sucedió con otros topónimos mexicanos escritos actualmente con x pero pronunciados /x/, como Oajaca por Oaxaca.
El cuádruple valor fonético de la equis —que en México se emplea para representar /x/, /s/, /ks/ y /ʃ/— constituye una característica particular de la escritura del español en ese país.

### Etimología
No se ha alcanzado una interpretación filológicamente indiscutible de la etimología de México, a pesar de los numerosos intentos que se han sucedido desde principios de la época colonial. Prueba de ello es el trabajo del antropólogo Gutierre Tibón, quien analizó 70 distintas propuestas incluyendo las más descabelladas. Entre estas últimas se cuenta la del pretendido origen judío del nombre de México. Los cronistas religiosos del periodo colonial discutieron la cuestión de la procedencia de los habitantes nativos de América a partir de los textos bíblicos, y su conclusión dominante fue la de que descendían de las "tribus perdidas de Israel". En este sentido, el dominico fray Gregorio García y otros clérigos sostuvieron que Mexitli, el legendario caudillo que guio a los mexicas en su peregrinación desde Aztlán y del que derivaría el nombre de México, no era sino un trasunto del Mesías. Esta teoría sobre el poblamiento original del continente se mezclaba con la difundida idea de que el apóstol Tomás había llegado a América en sus viajes, por lo que en las creencias de los indígenas se hallarían restos de esa protoevangelización. El mismo fray Servando Teresa de Mier, destacado insurgente mexicano, compartía esta opinión y, en relación con la etimología de México, afirmó que Mecsi equivalía a ungido o Cristo.
Coincidiendo en parte con esta interpretación Manuel Orozco y Berra, mexicanista del siglo XIX, hace derivar el nombre de los mexicas de óxitl (trementina), tintura con la que el dios Huitzilopochtli distinguió a su tribu escogida durante la marcha desde Aztlán. De este modo los mexitli (mexicas) serían los “ungidos” o "elegidos". Curiosamente, esta etimología está emparentada con la interpretación que a principios del siglo XVII hizo el historiador descendiente de la nobleza indígena Fernando de Alva Ixtlilxóchitl. Ixtlilxóchitl define a los meciti o mexiti (mexicas) como "hijos de Ocite", pues al transcribir los códices al español malinterpretó el jeroglifo que representaba el óxitl identificándolo con un nombre de persona.
Aparte de estas interpretaciones, el origen de México en Mexitli ha sido defendido con criterios más sólidos por otros autores. No obstante, algunas de tales propuestas se basaban en una transcripción incorrecta de este nombre: Mecitli. Esta transcripción ha dado lugar a diversas etimologías en las que intervienen el maguey (metl, de donde provendría la primera sílaba Me-) y la liebre (citli). Entre los testimonios de ancianos que recopiló Bernardino de Sahagún en el siglo XVI para su Historia general de las cosas de la Nueva España, se encuentra la leyenda de que este líder de los mexicas fue llamado Citli (liebre) al nacer y acunado en una penca de maguey, por lo que se le conoció como Mecitli. Otra fuente igualmente antigua en que se recoge una interpretación similar son los comentarios añadidos a un pictograma del llamado Códice Ríos (de finales del siglo XVI), en los que se explica que Mecitli significa "indumento de piel de liebre" y que de esta palabra deriva el nombre de la ciudad. Sin embargo, un dios de nombre Mecitli aparece también en la Leyenda de los Soles, en uno de cuyos pasajes se narra que cinco hijos de la diosa Chalchiuhtlicue fueron amamantados por dicho dios. Puesto que citli es asimismo "abuela" en náhuatl, en su edición de esta leyenda Francisco del Paso y Troncoso dedujo que Mecitli era la "abuela del maguey", pues habría amamantado a los cinco pequeños dioses con aguamiel de maguey.
Por lo que se refiere al maguey (metl) como origen de la sílaba Me- de Mexitli, una de las principales pruebas aducidas por los partidarios de esta opción es el hecho que la Matrícula de los Tributos (manuscrito del siglo XVI con pictogramas obra de escribas mexicas) representa esta figura legendaria como un maguey. De este modo, y con base en la transcripción correcta, la etimología clásica de Mexitli es "ombligo de maguey" formada a partir de metl y xīc-tli (ombligo), que en su día formularon los misioneros Motolinía y Juan de Torquemada. Añadiendo posteriormente el locativo –co (en, lugar de), se obtiene "Lugar en el ombligo de maguey" que equivaldría a México. Una solución más sencilla fue la adoptada por los también religiosos José de Acosta, Diego Durán y Francisco Javier Clavijero, que optaron simplemente por "Lugar de Mexitli" sin pararse a elucubrar sobre la etimología de este último. Sin embargo, Tibón considera erróneas estas etimologías basadas en un héroe epónimo, pues tal héroe sería un mito surgido con posterioridad a la fundación de la ciudad y habría tomado el nombre de ésta, no a la inversa.
En cambio, otras etimologías derivan la sílaba Me- de mētz-tli (luna), pues México-Tenochtitlan había sido edificada en un islote del Lago de la Luna, uno de los nombres con que los mexicas se referían al Lago de Texcoco. Su principal exégeta es el arqueólogo Alfonso Caso, quien propuso "En el centro de la Luna" o "En el centro del lago de la Luna", si bien la ciudad se encontraba físicamente cerca de la orilla occidental del lago. Sin embargo, esta interpretación etimológica de Mēxihco [me:ʃiʔko] como "En el centro [del lago] de la Luna" no es plausible, pues no encajan ni la cantidad vocálica de la /ī/ de xīc- 'ombligo' ni el saltillo que precede al locativo. Además de que dicha interpretación requeriría la caída irregular del grupo -tz- de mētz-.
Otra hipótesis relaciona el nombre del país con el del dios Mexi (pronunciado en náhuatl ['meʃi]) forma apocopada de Mexitli, nombre secreto que daban los mexicas a su dios tutelar Huitzilopochtli, el colibrí siniestro. De esta forma, el significado de México sería "el lugar donde habita Huitzilopochtli". Pero igualmente esta derivación no es compatible con la forma náhuatl del nombre Mēxihco, exactamente por las mismas razones fonéticas anteriores.
Existe una versión más, divulgada por el escritor Arturo Ortega Morán, en el sentido de que el nahuatlato Juan Luna Cárdenas ha señalado que la palabra México procede del vocablo náhuatl Metzico, y el significado de este último es: "El lugar de los Metzikah, los seguidores de Metzitli, aquellos que se encomendaron a la luna".

### Nombres históricos de México

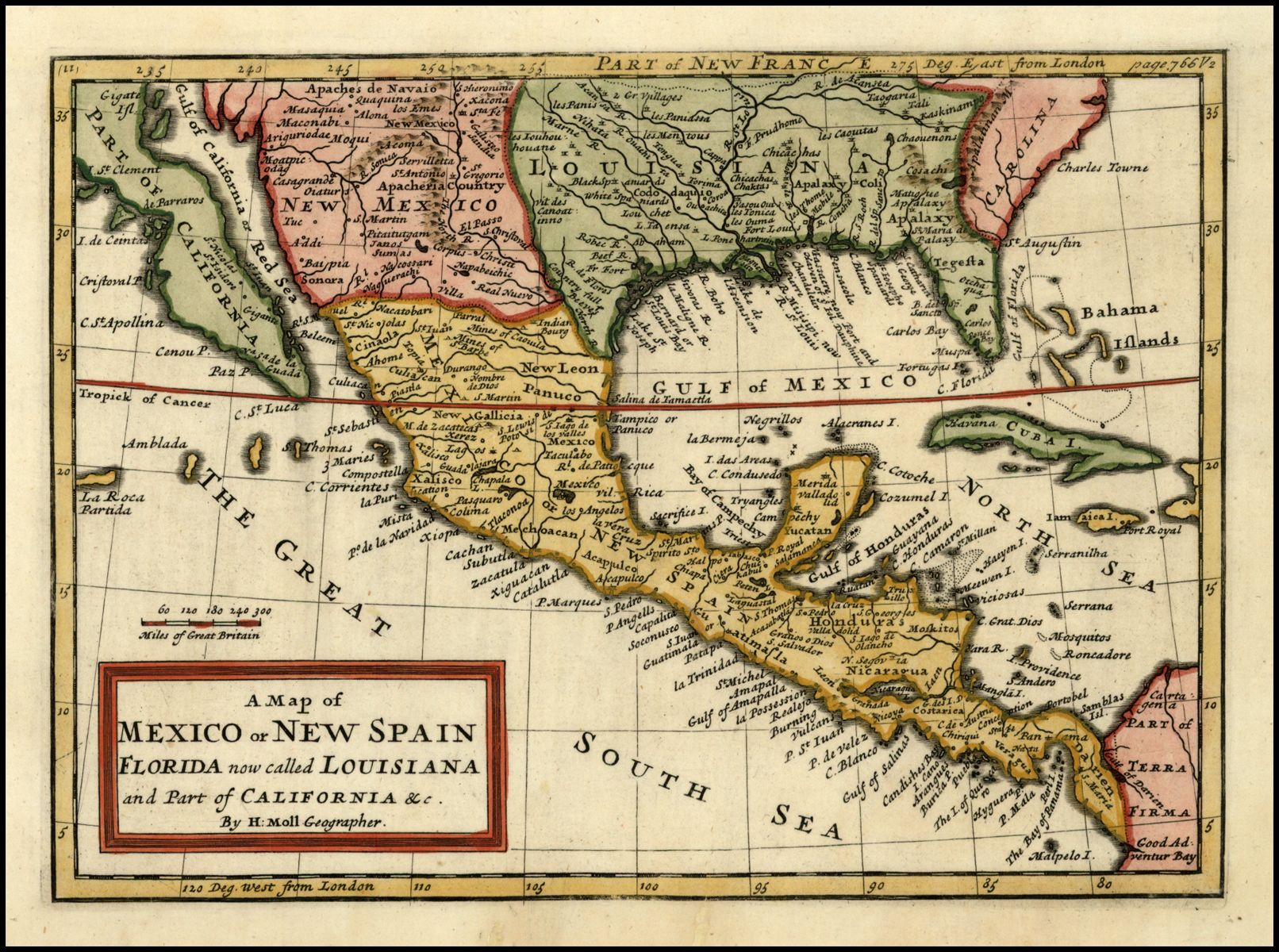
Mapa del Virreinato de la Nueva España del año 1708 en el que se aprecia el nombre de Mexico para nombrar al virreinato.

En la época precolombina el territorio de lo que actualmente es México era conocido como Anáhuac, que en náhuatl significa el mundo o "Tierra rodeada por los mares", en tanto que el nombre de México-Tenochtitlan estaba reservado a la capital de los mexicas. En sus escritos los conquistadores también registraron las voces indígenas de Culúa, para referirse al territorio controlado por los mexicas, y México (en su forma llana original), para nombrar la región donde se encontraba su capital.
Después de la Conquista Hernán Cortés nombró a todos los territorios ocupados como «Nueva España» a este territorio, denominación que se mantuvo durante toda la era colonial para el virreinato.
La antigua capital mexica conservó su nombre por el arraigo que entre las poblaciones, aún numerosas del Valle de México, tenía precisamente dicho topónimo; pero sobre todo, debido al uso habitual que los conquistadores hacían del vocablo "México" para referirse a la capital mexica recién conquistada, en las cartas dirigidas a la península y en los primeros documentos oficiales con los que operaron las autoridades civiles y eclesiásticas establecidas; También influyó la pretensión de los colonizadores de marcar una continuidad histórica entre la capital virreinal y la del antiguo imperio mexica, sosteniendo parte del nombre original para generar un lazo identitario con los habitantes de la zona. En 1527 se establecieron el órgano jurídico y el nombre de la subdivisión que abarcaría los territorios otrora controlados por los mexicas, la Real Audiencia de México y el Reino de México. Este último, además de contener la capital «Ciudad de México» (nombre oficializado en la real cédula de 1545), estaba integrada por la provincias más pobladas y significativas de la Nueva España, esto se sumó a la lenta expansión del territorio virreinal, que tardó dos siglos en alcanzar su máxima extensión, para producir una metonimia mediante la cual, sin desconocer el nombre oficial «Nueva España», el virreinato era también conocido simplemente como «México» o «América Mexicana», como lo registraron diversos mapas y documentos de la época colonial que así lo denominaba.
El primer término o nombre propio con el se hizo referencia al país, apareció el 6 de noviembre de 1813 cuando el Congreso de Anáhuac expidió el Acta Solemne de la Declaración de Independencia de la América Septentrional. Dicha denominación hacia clara referencia al nombre usado por la Constitución de Cádiz, para delimitar el territorio del Imperio Español que correspondía al Virreinato de la Nueva España y sus áreas dependientes (Capitanía General de Guatemala, Cuba, Florida, Puerto Rico y la parte española de la isla de Santo Domingo —hoy República Dominicana—); asumiendo con ello, que ese era el espacio geográfico sobre el cual se constituiría la nueva nación. Posteriormente el Decreto Constitucional para la Libertad de la América Mexicana del 22 de octubre de 1814 cambio dicha denominación, adaptándola con el término México (usado como adjetivo), y haciendo uso del mismo como gentilicio en algunos artículos.
Los documentos que antecedieron a la consumación de la independencia (Plan de Iguala y Tratados de Córdoba), usaron los dos términos antes mencionados (América Septentrional y América Mexicana), pero emplearon uno nuevo, al que acreditaban como nombre oficial de la nueva nación: Imperio Mejicano. Nombre usado definitivamente por el Acta de Independencia del Imperio Mexicano, firmada el 28 de septiembre de 1821 al consumarse la independencia. Este nombre lo retomaría brevemente el segundo imperio (1864-1867).
Desde su conformación como Estado federal, el nombre oficial del país es Estados Unidos Mexicanos, aunque la Constitución de 1824 usaba indistintamente las expresiones Nación Mexicana y Estados Unidos Mexicanos.Los documentos fundamentales de las repúblicas centralistas (Siete Leyes en 1835 y Bases orgánicas de 1843) establecieron como nombre oficial República Mexicana. La Constitución de 1857 hace oficial el uso del nombre República Mexicana, pero en el texto se emplea también la expresión Estados Unidos Mexicanos. La Constitución vigente, promulgada en 1917, establece que el nombre oficial del país es Estados Unidos Mexicanos. No obstante, el uso generalizado de la síntesis México, habitual de todas las denominaciones anteriores, permitió que este prevaleciera como nombre común.

## Topónimos de México por origen
La toponimia de México se basa en varias tradiciones culturales, después del inicio de la conquista, y la posterior colonización española, muchos nuevos enclaves recibieron topónimos basados en el español y otros recibieron añadieron al nombre prehispánico algún antropónimo español. Pero también el náhuatl que era lingua franca de la región fue usado en topónimos de nueva creación, porque los españoles se sirvieron ampliamente de hablantes de náhuatl para sus propósitos. De hecho actualmente existen topónimos de origen náhuatl en lugares donde antes de la conquista no se habló náhuatl o no era la lengua principal (Actopan (Hidalgo), Tuxtla, etc.).
Además de esas dos fuentes principales regionalmente otras lenguas autóctonas de México fueron importantes. En el estado de Michoacán por ejemplo son muy abundantes los topónimos de origen purépecha, en la península de Yucatán abundan los topónimos procedentes de diversas lenguas mayenses.

### Toponimia náhuatl
Los topónimos del centro de México son de origen prehispánico. Sin embargo, gran número de topónimos se dan en áreas donde el náhuatl no fue la lengua vehicular habitual. Eso se debe a que durante los primeros dos siglos de la colonia, los españoles usaron el náhuatl como lengua general de evangelización y se sirvieron de nahuatlatos, especialmente tlaxcaltecas para las labores relacionadas con la colonización. Así los topónimos nahuas de Michoacán, Zacatecas, Chiapas o Guatemala datan del tiempo de la colonia.
Los topónimos en náhuatl son fácilmente reconocibles porque usan unos pocos sufijos referidos a las características del lugar muy fácilmente reconocibles como: -tlan /-tla, -co /-c, -tepetl /-tepec, etc. A veces ocurren dos o más sufijos en combinación.
| Sufijo           | Alternativa(s) | Forma náhuatl                            | Significado                                              | Ejemplos                                                       |
| ---------------- | -------------- | ---------------------------------------- | -------------------------------------------------------- | -------------------------------------------------------------- |
| -co              | -c             | -co (tras de conson.) -c (tras de vocal) | 'en'                                                     | México, Acapulco, Taxco, Xochimilco                            |
| -tzingo          | -zingo, -cingo | -tzin (rev.) + -co                       | 'en el/la venerable...'                                  | Huejotzingo, Chilpancingo, Mexicaltzingo, Tulancingo           |
| -tlah            | -tla,          | -tlah, -lah (tras l)                     | 'lugar sembrado de...', 'lugar lleno de...'              | Camocuautla, Chiauhtla, Tlalnepantla                           |
| -tlán            | -tla, -la(n)   | -tlān, -lān (tras l)                     | 'lugar en el que abunda...'                              | Ahuacatlán, Zautla, Mazatlán, Tlaxcala                         |
| -tépetl / -tepec | -tepeque       | tepē-tl / tepē-c                         | 'montaña / en el monte...'                               | Popocatépetl, Coatepec, Temascaltepec, Tlacotepec, Chapultepec |
| -titlán          | -titla         | -ti + -tlan                              | 'Lugar entre...'                                         | Amatitlán, Cuautitlán, Tenochtitlán, Minatitlán, Tepatitlán    |
| -pán             | -pan, -pa      | -pan                                     | 'sobre...'                                               | Apan, Atizapán, Axochiapan, Jalapa, Tlalpan, Chilapa           |
| -ixco / -ixpan   | -isco / -ixpán | -īx + -co / -īx + -pan                   | '(en)frente a...'                                        | Atlixco, Jalisco, Temixco, Tlaixpan, Tepetlixpan               |
| -tenco           | -tengo         | -tēn + -co                               | 'en el borde de..., en la orilla de...'                  | Atenco, Tianguistenco, Tequesquitengo                          |
| -can             | -cán / -ca     | -cān                                     | 'donde...'                                               | Colhuacan, Teotihuacán, Toluca                                 |
| -man             | -mán / -ma     | -mān                                     | posiblemente 'extenderse', 'disperso' o 'en manos de...' | Tolimán, Acolman, Colima, Oztoman                              |
| -yan             | -ya            | -yān                                     | 'donde + (verbo impersonal)'                             | Almoloya, Calimaya, Temoaya, Tacubaya                          |
Otros formantes frecuentes a principio de palabra:
| Morfema | Alternativa(s) | Forma náhuatl | Significado     | Ejemplos         |
| ------- | -------------- | ------------- | --------------- | ---------------- |
| a-      | al-            | ā- / āl-      | 'agua'          | Atenco, Altépetl |
| tlal-   | tal-           | tlāl-         | 'tierra, suelo' | Tlalpan          |
| cal-    |                | cal-          | 'casa'          | Izcalli          |
| cuau-   | cuauh-         | cuauh-        | 'árbol, bosque' | Cuautitlán       |

### Toponimia mixteca
Los topónimos en lengua mixteca se encuentran concentrados en La Mixteca, una región que abarca la porción oriental del estado de Guerrero, el sur de Puebla y el occidente de Oaxaca. Este es el territorio tradicional de los pueblos mixtecanos. La toponimia mixteca es especialmente abundante en Oaxaca, donde numerosos municipios tienen un nombre en mixteco, o uno mixto compuesto por un patronímico que se añadió después de la Conquista al nombre indígena original.
En toda La Mixteca ha habido un proceso de sustitución de los topónimos mixtecanos, sea por nahuatlización —adopción de topónimos equivalentes en lengua náhuatl— o mediante la sustitución total. Un ejemplo de la nahuatlización lo constituye el caso de Santiago Tilantongo, municipio oaxaqueño en el que se encuentran los restos de uno de los más importantes asentamientos prehispánicos de la cultura mixteca. El nombre en mixteco de Santiago Tilantongo es Ñuu Tnoo Huahi Andehui. Tanto el topónimo mixteco como el náhuatl hacen referencia a esta población como Lugar de la Negrura, aunque el nombre mixteco se traduce completo como Lugar de la Negrura-Templo del Cielo. Otro caso de sustitución del topónimo mixteco lo presenta el pueblo de Gabino Barreda, en el municipio poblano de San Jerónimo Xayacatlán. Este poblado llevaba el nombre de Yucuyuxi hasta 1903, cuando un decreto del Congreso del Estado de Puebla le cambió el nombre por el que lleva actualmente en memoria del fundador de la Escuela Nacional Preparatoria.

### Toponimia purépecha
La toponimia purépecha o michoacana es reconocible porque muchos de los topónimos son palabras esdrújulas como Pátzcuaro, Parícutin, Yuriria, Huiramba, Zacapu, Uruapan o Pénjamo; el topónimo Guanajuato o Irapuato que se componen por la palabra uata que significa cerro o monte. Avándaro, Zirándaro, Querétaro, Chupícuaro, Acámbaro, Huanímaro o Puruándiro además de que muchos de ellos contienen el fonema /r/, que es atípico en las lenguas mesoamericanas diferentes del purépecha.
La toponimia purépecha es regional y se da básicamente en el estado de Michoacán y áreas limítrofes. Antes de la conquista española habían estado dominadas por el reino de los tarascos cuya capital era Tzintzuntzan, junto al lago de Pátzcuaro. Este reino abarcaba casi todo el estado actual de Michoacán, y partes considerables de Guanajuato y Guerrero, así como porciones de los estados de México, Querétaro y Jalisco.
La toponimia de Taximaroa (Ciudad Hidalgo), pudo haber sido una michoacanización de la palabra náhuatl Tlachimaloyan, ya que el Reino de Michoacán tuvo zonas fronterizas que se relacionaron estrechamente con la lengua náhuatl.
Algunos formantes típicos del puépecha son:
- X-cuaro de /-kʷa-ɽo/ 'lugar en el que se hizo X': Pátzcuaro.

### Toponimia mayense
La toponimia de origen mayense se restringe básicamente al tercio sur del país (Yucatán: Kanasín, Tizimín, Umán, Ticul, Tekax, Hunucmá, Motul, Oxkutzcab, Peto, Izamal, Chemax, Maxcanú, Muna, Tixkokob, Acanceh, Akil; Quintana Roo: Cozumel, Tulum, Kantunilkín, Chunhuhub, Bacalar, Tihosuco, Chetumal, Cancún; Campeche: Champotón, Calkiní, Dzitbalché, Hecelchakán, Pomuch; y Chiapas: Catazajá, Chenalhó, Pantelhó, Yajalón, Oxchuc, Mitontic) y algunos nombres en San Luis Potosí (como Tamuín o Tancuayalab) y otros en Tabasco (como Balancán, Cunduacán, Jonuta, Macultepec o Tenosique). Ciertas terminaciones (-m, -b) son típicas de esta toponimia así como las "consonantes heridas" o aspiradas (marcadas con '). Esta toponimia también aplica más allá de las fronteras de México, como en el caso de Guatemala y Belice, y algunos lugares de Honduras y de El Salvador.

### Toponimia otopame
A pesar de la gran extensión de las lenguas otopames en el centro y centro-norte de México, en particular la del otomí, sobreviven relativamente pocos nombres de este origen. En gran parte porque los otomíes fueron pueblos pacíficos que fueron sometidos por los nahuas que ocuparon los grandes centros, quedando los otomíes en las zonas más rurales. Igualmente los matlatzinca-pirindas en otro tiempo tuvieron un estado centralizado y poderoso fueron sometidos por la fuerza por los mexicas. El sojuzgamiento del área otopame a manos de pueblos de lengua náhuatl hizo que la mayoría de topónimos originales se substituyeran por otros nuevos de origen nahua (Actopan < Mañutsi, Tenancingo < Ptichi). Entre los nombres todavía usados están Endó (Hidalgo) (otomí ndo 'pedregal'), y muy en especial en la región del Valle del Mezquital, o Mañi (< otomí ma-hñi) en algunas regiones serranas al norte del Estado de México; hay otros poblados como Xichu en el estado de Guanajuato que debido a su posición geográfica quedó aislada por muchos años. Muchos topónimos de origen otomí empiezan por ma- que es un locativo (similar al náhuatl -co).

### Toponimia taracahita
A pesar de la gran extensión de las lenguas taracahitas en el noroeste de México, en particular la del tarahumara sobreviven relativamente pocos nombres de este origen. En gran parte porque los tarahumaras fueron pueblos aislados que fueron sometidos por los nahuas y chiricahuas que ocuparon sus territorios y llanuras, quedando los rarámuris en las zonas más rurales y más inhóspitas. Igualmente los yoremes y yaquis en otro tiempo fueron sometidos por la fuerza por los españoles. El sojuzgamiento del área tarahumara logró conservar la mayoría de topónimos originales como Narigochi, Guachochi, Basaseachi, Arareko, Temosachic, Urique, Uruachi, Cusárare, Mohinora, Guerachi, Satevó, Bahuichivo, Bachiniva, Carichi, Matachí, Cajurichi, Bocoyná, y otros que fueron sustituidos como Nariachi por Creel. Entre los nombres yoremes y yaquis todavía usados están Choix, Navolato, Navojoa, Topolobampo, Capomos, Huatabampo.

### Toponimia apacheana
La toponimia ndé o apacheana se distribuye en un área que comprende los estados de Sonora, Chihuahua y Coahuila, los pueblos ndé conocidos comúnmente como apaches que habitan el norte de México mantienen y utilizan nombres toponímicos propios en sus lenguas nativas ndé miiza (lipán), n'nee biyat'i (chiricahua) y n'dee biyat'i (coyotero) para nombrar lugares geográficos, asentamientos y territorios de relevancia histórica para su cultura. Se conservan en uso topónimos como Ją’éłąyá (Ciudad de Chihuahua), Tsé tahu’ayá o Yaa tu enéé (Ciudad Juárez), Tsé bek’í’ (Corralitos), Kas Ki Yeh (Casas Grandes), Onchishkiya (Hermosillo), Nacika (Coahuila), Mehigu (México) y Dziłdootł’izh o Dziłdatł’ish (Sierra Madre Occidental, que significa “Montañas azules”).

### Toponimia california
A pesar de la gran extensión territorial de la península de Baja California, sobreviven relativamente pocos nombres de origen indígena. En gran parte fueron exterminados los pueblos nativos de la Vieja California a medida que se consolidaba la colonización española. El sojuzgamiento de pueblos de lengua pericú, mongui y guaicura hizo que la mayoría de topónimos sudcalifornianos originales se substituyeran por otros nuevos de origen español. Por ejemplo, La Paz sustituyó a Airapí, Añuití es el nombre pericú de la región de San José del Cabo, Conchó es el topónimo monguí para Loreto. Se conservan vigentes algunos topónimos cochimíes como Mulegé, Comondú, y San Ignacio de Kadakaamán, Cataviña, Camalú y Velicatá. Algunos topónimos de otras lenguas yumano-cochimíes fueron traducidos al español, como Arroyo de León (Baja California), cuyo nombre original en kiliwa es Chuwílo Nmi’ Tay (chuwílo= arroyo y nmi’ tay= gran gato o puma) usado solo por los propios indígenas.

### Toponimia española
La toponimia española consta básicamente de:
- Castellanizaciones: Cuernavaca < náhuatl Cuauhnahuac, Churubusco < *Tzulupuchco < náhuatl Huitzilopochco, Orizaba < náhuatl Ahualizapan.
- Hagionímicos: usados frecuentemente como prenombre del nombre indígena original: San Juan Teotihuacán, San Miguel Canoa, San Lorenzo Tezonco, Santa María Actopan, Santa Fe, Santiago, Ciudad del Carmen, etc.
- Patronímicos: Hidalgo, Guerrero, Morelos, Quintana Roo, Ciudad Juárez, (antiguamente llamada Paso del Norte), Ciudad Guzmán, Ciudad Hidalgo, Ciudad Altamirano, Ciudad Mante, Ciudad Victoria, Ciudad Sahagún, Ciudad Lerdo, Ciudad Obregón, Felipe Carrillo Puerto (antiguamente llamada Chan Santa Cruz), Puerto Morelos.
- Topónimos reutilizados de localidades españolas: Zamora de Hidalgo, Córdoba, Puebla de Zaragoza, Guadalajara, Monterrey, Burgos, Madrid, Valladolid, Mérida, Reynosa, León, Victoria de Durango, Nuevo Laredo, Nuevo León, Villahermosa, Guadalupe, Guadalcázar, Linares, Salamanca.
- Nombres comunes descriptivos, del mismo tipo que existen en España: Celaya (derivado del vascuence "Zalaya" que es «Tierra llana»), La Venta, Saltillo, Ensenada, Montemorelos, Roca Partida, Rocas Alijos, El Carmen, La Heredad.

### Toponimia híbrida
La toponimia híbrida consta básicamente de la unión de dos lenguas diferentes:
- Hibridismos: usados frecuentemente a la unión de dos lenguas: Badiraguato, San Felipe Orizatlán, Munitepec, Mayapan, Zapotlanejo, Mexiquillo, etc.
- Patronímicos: Hidalgotitlán (topónimo híbrido entre náhuatl y un nombre castellano).

### Múltiples topónimos
Otras ciudades tuvieron múltiples toponimias en relación con las etnias que habitaron las regiones donde se encuentran dichas urbanizaciones. Estos topónimos perdieron jerarquía como fue avanzando la colonización de algún pueblo como en los siguientes casos:
Ciudad de México: Mondö en otomí, Bondo en mazahua, Ñuu Koy'o en mixteco y Tenochtitlan en náhuatl.
Toluca: Nzehñi en otomí, Zúmi en mazahua e Imbómáani en matlatzinca.
Santiago de Querétaro: Ndämaxei en otomí, K'erhiretarhu en purépecha y Tlachco en náhuatl
Hermosillo: Hezitmísoj en seri, Pitic en pima, Peesio en yaqui y Onchishkiya en chiricahua.
Puebla de Zaragoza: Cuetlaxcoapan en náhuatl, Ñuu Yuta Ndio’oan en mixteco, Ndema en otomí y Kilhpanachúchut en totonaco.
Oaxaca de Juárez: Ñuu Ñunduva en mixteco, La'a en zapoteco
Morelia: Anhangarhio en purépecha y Animaxe en mazahua.

## Evolución de la toponimia
A través de la historia de México, las múltiples culturas y múltiples lenguas han quedado registradas en los topónimos del país. Se pueden distinguir cuatro fases o sustratos:
a) La fase original. Los nombres están expresados en la lengua de origen de la zona, siendo siete las grandes familias lingüísticas. Ejemplos de esta fase son Chemax (del idioma maya: árbol de monos), Tomochi (del tarahumara: donde esta el piojo).
b) La fase náhuatl. Si bien la mayoría de los topónimos de raíz náhuatl pertenecen a la fase original, otros fueron impuestos debido a la expansión de los mexicas antes de la Conquista de México, o la época inmediata posterior, cuando los tlaxcaltecas ayudaron en gran medida a la colonización española, el idioma náhuatl fue lingua franca. Ejemplos de topónimos náhuatl son Zihuateutla (del idioma náhuatl: lugar de la mujer diosa o gobernante) o Cosamaloapan (del idioma náhuatl: en el agua del arco iris). Un ejemplo de topónimo náhuatl impuesto es Yoddzo Coo (del idioma mixteco: llanura de la serpiente) que se conoce como Coixtlahuaca y cuyo significado sigue siendo el mismo (del idioma náhuatl: llanura de serpientes). Otro caso es el de Comitán (del idioma náhuatl: lugar de alfareros) que se llamaba Balun Canán (del idioma maya: lugar de las nueve estrellas).
c) La fase de la colonización española. Una gran variedad de nombres fueron aportados, las réplicas de sitios de España como León, Guanajuato o Mérida, Yucatán, con origen germánico como Burgos (Tamaulipas), árabe como Guadalajara, Jalisco, romano como Nuevo Laredo (del idioma latín: lauretum ‘de laurel’). En esta época surgieron los topónimos mixtos, generalmente acompañados con el nombre de un santo, como San Pedro Quiatoni (del idioma zapoteco: piedra larga) o el ejemplo antes citado de San Juan Bautista Coixtlahuaca. Durante esa fase también hubo corrupciones como el caso de Cuernavaca (del idioma náhuatl: Cuauhnáhuac ‘junto a los árboles’) o Churubusco (del idioma náhuatl: Huitzilopochco ‘colibrí zurdo o siniestro’).
d) La fase de la independencia de México. Se cambiaron nombres a localidades en honor a los héroes de la independencia o de la revolución. Ejemplos de este caso son Ciudad Hidalgo (Michoacán) cuyo nombre era Taximaroa (idioma purépecha) o Ciudad Obregón cuyo nombre era Cajeme (idioma yaqui). Existen casos en que los topónimos están conformados por tres de las fases como San Cristóbal Ecatepec de Morelos o San Bartolo Naucalpan de Juárez.

«Los nombres de lugar son un importante elemento en el contexto de la identidad nacional. Recorrer los nombres del escenario geográfico de México es ir "leyendo" no poco de su historia; cambiar o alterar, sin ton ni son la toponimia, es atentar contra la memoria histórica»
Miguel León Portilla.

## Toponimia de las entidades federativas de México
La siguiente es una lista del origen de los nombres de las entidades que integran México.
| Entidad federativa | Entidad federativa  | Etimología |
| ------------------ | ------------------- | --- |
|                    | Aguascalientes      | en referencia a las aguas termales de la región. |
|                    | Baja California     | de "California", reino ficticio en Las sergas de Esplandián, novela de caballería de Garci Rodríguez de Montalvo. |
|                    | Baja California Sur | de "California", reino ficticio en Las sergas de Esplandián, novela de caballería de Garci Rodríguez de Montalvo. |
|                    | Campeche            | del maya Kaan 'serpiente' y Peech 'garrapata', Kaan Peech '[lugar de] serpientes y garrapatas'. |
|                    | Chiapas             | del náhuatl Chi(y)apan, 'en [el río de] la chía'. |
|                    | Chihuahua           | El origen no es claro ver Orígenes de la Palabra Chihuahua. |
|                    | Ciudad de México    | Antiguamente Distrito Federal. En el caso de la ciudad capital, México es una palabra náhuatl que significa "en el ombligo del lago de la luna" en referencia a la Ciudad de México-Tenochtitlan en el centro del lago de Texcoco. La Ciudad de México a su vez otorgó nombre al estado homónimo cuando fue capital de este y al país después de la Independencia. |
|                    | Coahuila            | del náhuatl cuahuitl 'árbol' y el sufijo locativo -tlan, 'lugar de árboles', o Cuahuillan. |
|                    | Colima              | del náhuatl Coliman, 'lugar [conquistado por] nuestros abuelos'. Sea cual sea, algunas personas sostienen que viene de la deformación de la palabra náhuatl Acolman, que significa 'Lugar donde desciende el agua'. Toma su nombre de su ciudad capital, Colima. |
|                    | Durango             | de la ciudad homónima española que en vasco significa 'más allá del agua'. |
|                    | Guanajuato          | del purépecha Kuanasï 'rana' y -uata 'cerro', Kuanasïuatu 'lugar en el cerro de las ranas'. |
|                    | Guerrero            | en honor al caudillo de la independencia y presidente de la República, Vicente Guerrero. |
|                    | Hidalgo             | en honor al padre de la patria, Miguel Hidalgo y Costilla. |
|                    | Jalisco             | del náhuatl xalli 'arena' y -īxco, 'frente a la arena' o 'superficie de la arena', o Xalixco. |
|                    | México              | México es una palabra náhuatl (mexīhco) y significa "en el ombligo del lago de la luna", el nombre del estado surge porque la Ciudad de México fue la capital del estado antes de ser federalizada. |
|                    | Michoacán           | del náhuatl michin 'pez' -huah (poseedor) -cān, Michhuahcān 'donde tienen pescados'. |
|                    | Morelos             | en honor al caudillo de la independencia, José María Morelos y Pavón. |
|                    | Nayarit             | Del cora nayeri o Naáyarite, los coras, un pueblo indígena que ocupaba la región, se llaman a sí mismos nayeri o naáyarite. |
|                    | Nuevo León          | fundado como Nuevo Reino de León en referencia al Reino de León de la península ibérica. |
|                    | Oaxaca              | del náhuatl Huaxyacac (Leucaena leucocephala) que significa literalmente 'en la punta o en la nariz de los guajes', un árbol de la región. Toma su nombre de la denominación náhuatl para el Valle Central del Estado, y región geográfica donde se ubica la actual capital del Estado. |
|                    | Puebla              | de su capital, Puebla, derivación popular de "poblado - pueblo - puebla"; su nombre original "Ciudad de los Ángeles", "Angelópolis" o "Puebla de los Ángeles" ya que en el castellano antiguo la palabra "puebla" significaba "población" o "ciudad". |
|                    | Querétaro           | del purépecha K'erhi- 'grande', iréta 'ciudad' (transitivizador) -rhu, K'erhétarhu 'lugar de la ciudad grande'. |
|                    | Quintana Roo        | en honor a Andrés Quintana Roo, héroe de la independencia y diplomático que negociaría la reanexión de la República de Yucatán a la federación mexicana. |
|                    | San Luis Potosí     | en honor a san Luis y a la rica mina de oro y plata del Cerro de San Pedro comparada a la ciudad minera de Potosí en Bolivia, ya que ésta también era una ciudad que producía plata. P'utuqsi es un topónimo quechua que significa ruido. |
|                    | Sinaloa             | la teoría más aceptada es que proviene de la lengua cahita, sina- y lóbola 'pitahaya redonda'. |
|                    | Sonora              | Existen dos posibilidades del origen del nombre Sonora, el primero proviene del ópata Xunuta, Lugar de maíz, el segundo proviene del Tohono O’odham (pápago), Sonota, que significa lugar de plantas. |
|                    | Tabasco             | existen varias hipótesis; posiblemente del náhuatl tlapalco 'tierra húmeda' o de Taabs Coob cacique indígena maya de la región. |
|                    | Tamaulipas          | del huasteco tam y holipo 'lugar de las cumbres'. |
|                    | Tlaxcala            | del náhuatl Tlaxcallān 'lugar de la tortilla de maíz' que es una deformación del nombre original Texcallān, que significa tierra de riscos. |
|                    | Veracruz            | Toma su nombre de la que fue su ciudad principal durante la colonia, el Puerto de Veracruz. Originalmente este nombre le fue dado a la primera ciudad española fundada en la Nueva España por Hernán Cortés en 1519, de forma original como "La Villa Rica de la Vera Cruz", donde Vera significa 'verdadera', es decir: "La Villa Rica de la Verdadera Cruz". Debido a que la ciudad fue desplazada geográficamente, donde se encuentra la Ciudad y Puerto de Veracruz hoy, este tomó el nombre de "Veracruz", quedando el nombre de "Villa Rica", a una población costera actual localizada en el lugar donde desembarcó Cortés por primera vez, justo frente a Quiahuiztlán. |
|                    | Yucatán             | del maya yucateco Yuk ak katán 'yo no entiendo tu lengua' o posiblemente de uh yu uthaan 'oye cómo hablan', que fue la respuesta que le dieron los mayas al español que les preguntó cómo se llamaba la tierra donde habitaban. |
|                    | Zacatecas:          | del náhuatl zacatl, 'lugar de zacate (pasto)'. |